# Теодор Віш
Теодор Петер Йоганн «Тедді» Віш (нім. Theodor Peter Johann «Teddy» Wisch; 13 грудня 1907, Вессельбурен, Шлезвіг-Гольштейн — 11 січня 1995, Нордерштедт, Шлезвіг-Гольштейн) — німецький воєначальник часів Третього Рейху, бригадефюрер СС і генерал-майор військ СС (1944). Кавалер Лицарського хреста з Дубовим листям та Мечами (1944).

## Біографія
Народився в селянській родині, в якій був старшим сином. У віці чотирьох років втратив матір. У 1923 році, склавши іспит в середній школі, вступив на навчання в державну школу землеробства у Шлезвігу, отримавши кваліфікацію «сільського господаря». Практику проходив в Ост-Гольштейні і в Голландії. Був членом радикальної протестної селянської організації Ландфольк.
З 2 листопада 1930 року — член 1-го штурмбанна 53-ї штандарта СС (Вессельбурен). З 17 березня 1933 року служив командиром взводу в спеціальній команді СС «Берлін», пізніше перетвореної в «Лейбштандарт СС Адольф Гітлер». З 7 жовтня 1933 року — командир роти, з 1938 року — командир 1-го штурму «Лейбштандарт». Брав участь в Польському і Французькому походах (1939—1940). З 6 квітня 1941 року — командир 2-го батальйону піхотного полку «Лейбштандарт СС Адольф Гітлер», брав участь у боях на радянсько-німецькому фронті. З 15 липня 1942 року — командир 2-го мотопіхотного (з 16 березня 1943 року — моторизованого) полку СС.
З 4 липня 1943 року — командир моторизованої дивізії СС «Лейбштандарт СС Адольф Гітлер», змінив на цій посаді Йозефа Дітріха. У липні 1943 року брав участь в боях під Курськом, на початку 1944 року — на Україні.
Потім дивізія була перекинута на Західний фронт, де 20 серпня 1944 року бригадефюрер Віш був важко поранений в Нормандії. Був евакуйований до Німеччини, де йому ампутували обидві ноги. Був нагороджений мечами до Лицарського Залізного хреста. До 1945 року перебував в госпіталі в Генліхені, офіційно був зарахований до Головного оперативного управління СС.
Навесні 1945 переїхав з родиною в Гайде, де був заарештований британцями і до 1948 року перебував у полоні в Суїндоні (Англія). Після звільнення повернувся до Німеччини. Жив в ФРН, помер після двох інфарктів.

## Нагороди[2]
Військова кар'єра
- 2 листопада 1930 — анвертер СС
- 1 березня 1931 — шарфюрер СС
- 8 січня 1932 — труппфюрер СС
- 17 березня 1933 — обершарфюрер СС
- 28 липня 1933 — штурмфюрер СС
- 12 вересня 1937 — оберштурмфюрер СС
- 1 жовтня 1933 — гауптштурмфюрер СС
- 30 січня 1940 — штурмбанфюрер СС
- 27 вересня 1941 — оберштурмбанфюрер СС
- 30 січня 1943 — штандартенфюрер СС
- 1 липня 1943 — оберфюрер СС
- 30 січня 1944 — бригадефюрер СС та генерал-майор Ваффен-СС

### Міжвоєнний період
- Цивільний знак СС (№4198)
- Почесний кут старих бійців (лютий 1934)
- Спортивний знак СА в золоті
- Почесна шпага рейхсфюрера СС (9 листопада 1935)
- Йольський свічник (16 грудня 1935)
- Німецький Олімпійський знак 2-го класу (23 грудня 1936)
- Німецька імперська відзнака за фізичну підготовку в бронзі (1 грудня 1937)
- Кільце «Мертва голова» (1 грудня 1937)
- Німецький кінний знак в сріблі (2 квітня 1938)
- Медаль «У пам'ять 13 березня 1938 року» (2 березня 1939)
- Медаль «У пам'ять 1 жовтня 1938» (22 травня 1939)

### Друга світова війна
- Залізний хрест
  - 2-го класу (24 вересня 1939)
  - 1-го класу (8 листопада 1939)
- Застібка «Празький град» до медалі «У пам'ять 1 жовтня 1938» (12 червня 1940)
- Медаль «За вислугу років у СС»
  - 4-го ступеня (4 роки)
  - 3-го ступеня (8 років; 5 листопада 1940)
  - 2-го ступеня (12 років; листопад 1944)
  - 1-го ступеня (25 років; 1945)
- Нагрудний знак «За поранення»
  - в чорному (28 липня 1941)
  - в золоті (вересень 1944)
- Штурмовий піхотний знак в бронзі (2 березня 1942)
- Офіцер ордена Корони Румунії з мечами (3 вересня 1942)
- Медаль «За зимову кампанію на Сході 1941/42» (4 вересня 1942)
- Німецький хрест в золоті (25 лютого 1943)
- Лицарський хрест Залізного хреста з дубовим листям
  - Хрест (№ 506; 15 вересня 1941)
  - Дубове листя (№ 393; 12 лютого 1944)
  - Мечі (№ 94; 30 серпня 1944)
- Відзначений у Вермахтберіхт (30 грудня 1944)
  - «Танкова дивізія „Лейбштандарт СС Адольф Гітлер“, очолювана оберфюрером СС Вішем, осболивов відзначилась, проявивиши зразковий бойовий дух в оборонних боях на околицях Житомира.»